# Good Day Sunshine
Good Day Sunshine è un brano del gruppo inglese The Beatles, pubblicato nel loro settimo album Revolver, come ottava traccia.

## Il brano
Il brano si inquadra nell'estate del 1966, stagione in cui raggiunsero un alto indice di popolarità pezzi di segno e fattura simili: Sunshine Superman di Donovan, Sunny Afternoon dei Kinks, Lazy Sunday Afternoon degli Small Faces e soprattutto Daydream dei Lovin’ Spoonful. Proprio da quest'ultimo brano Paul McCartney riconoscerà in epoca successiva di essere stato influenzato nella composizione di Good Day Sunshine. Eppure lo stesso John Sebastian – il leader del gruppo statunitense che aveva conosciuto i Beatles quando questi erano in tournée negli USA – individuerà l'ispirazione originaria di Good Day Sunshine solo a seguito dell'ammissione di Paul, riconoscendo così implicitamente la ricca e creativa personalità dei Beatles e il loro talento nell'elaborazione compositiva.
Canzone ottimista e solare fin dal titolo, nata e cresciuta come A Good Day's Sunshine, necessitò di due sole sedute di registrazione – ai primi di giugno – per essere completata. Il secondo giorno vide la sovraincisione alla base ritmica di una breve parte di piano in stile honky tonk suonato da George Martin per la sezione centrale del pezzo e l'aggiunta di battimani e cori eseguiti da George, John e Ringo.
Come risposta a questo brano, John Lennon scriverà Good Morning Good Morning, pubblicata su Sgt. Pepper's Lonely Hearts Club Band l'anno successivo.

## Formazione[4]
- Paul McCartney: voce, basso, pianoforte, battiti di mani
- John Lennon: armonie vocali, battiti di mani
- George Harrison: armonie vocali, battiti di mani
- Ringo Starr: batteria, battiti di mani
- George Martin: pianoforte